# Rugby Union in Rumänien
Rugby Union zählt nach Fußball zu den populärsten Mannschaftssportarten in Rumänien und besitzt mit dem 1914 gegründeten rumänischen Rugbyverband (rumänisch Federația Română de Rugby) eine lange Tradition.

## Geschichte

### Entwicklung bis zum Ausbruch des Zweiten Weltkrieges
Anfang des 20. Jahrhunderts wurde Rugby Union in Bukarest von den in Frankreich studierenden Rumänen eingeführt und von der Mittelschicht schnell adoptiert. Nach Vorbild französischer Klubs wurden u. a. Tenis Club Român, Sporting Club oder Stadiul Român organisiert. 1919 wurde der erste Verein außerhalb Bukarest gegründet (Jiul Lupeni), und die rumänische Nationalmannschaft bestritt das erste Länderspiel (0:19 gegen USA in Paris).
Die ersten internationalen Gäste wurden am 8. April 1923 begrüßt, als eine Bukarester Spielgemeinschaft (Tenis Club Român und Stadiul Român) der Rudergesellschaft Heidelberg unterlag (3:9). Der deutsch-rumänische Vergleich setzte sich im Herbst fort – die Bukarester reisten nach Deutschland und bezwangen AS Leipzig (17:0), spielten unentschieden gegen SC 1880 Frankfurt (3:3) und unterlagen erneut der Rudergesellschaft Heidelberg (5:12).
Auf eigene Kosten reiste 1924 eine Nationalmannschaft zu den Olympischen Spielen in Paris und gewann die Bronzemedaille (die erste Medaille in der rumänischen Olympiageschichte). In demselben Jahr fand auch der erste Kontakt mit dem polnischen Rugby statt – rumänische Auswahlen gewannen Spiele gegen Orzeł Biały (dt. Weißer Adler): 46:0 und 17:0 in Bukarest, bzw. 19:6 und 30:6 in Warschau.
Bis zum Ausbruch des Zweiten Weltkrieges wurden weitere Vereine gegründet (1930 spielten schon 18 Teams um die Meisterschaft), davon viele Arbeitervereine, wie z. B. der höchst erfolgreiche Grivița Bukarest (später Grivița Roșie Bukarest), gegründet von Mitarbeitern der gleichnamigen Eisenbahn-Werkstatt. Rumänische Teams bestritten regelmäßig Spiele gegen Nationalmannschaften und Auswahlmannschaften aus Frankreich und Deutschland.

### Rugby Union während des früheren Kommunismus
Trotz seiner Bourgeoisie-Wurzeln wurde Rugby von dem kommunistischen Regime nicht nur toleriert, sondern weiter gepflegt. Ein möglicher Grund dafür ist die Tatsache, dass der erste Parteivorsitzende der Nachkriegszeit, Gheorghe Gheorghiu-Dej, bei der Grivița-Werkstatt gearbeitet hatte. Wie viele andere Sportarten, wurde hinter dem Eisernen Vorhang auch Rugby als Propaganda-Instrument verwendet, um die angebliche Superiorität des Kommunismus zu betonen.
1953 reiste die walisische Mannschaft Swansea RFC nach Bukarest und spielte gegen den damaligen Meister Locomotiva. Nach der Rückkehr lobte der Trainer Rowe Harding das Spiel der Rumänen und sprach über die hohen Ansprüche sowohl der Spieler als auch der Fans – und zwar mit der Bezeichnung unparallelled in Europe outside the Five Nations (Englisch für „einzigartig in Europa außerhalb der Fünf Nationen“). Das Lob ermöglichte eine Reihe von Touren nach und von Rumänien. 1955 reiste eine rumänische Auswahl nach England und Wales, und gegen Swansea RFC, Cardiff RFC, Bristol United und Harlequins gab es einen Sieg, zwei Unentschieden und eine Niederlage. In Moskau gab es einen Sieg gegen Llanelli RFC und in Bukarest weitere Siege gegen Cardiff und Harlequins. 1956 spielten die Harlequins erneut zwei Mal gegen eine Bukarester Spielgemeinschaft: 10:0 und 10:14 (vor 40.000 Zuschauern). Dieselbe Spielgemeinschaft kehrte einige Monate später ungeschlagen aus England zurück: 6:6 gegen die Leicester Tigers, 10:6 gegen RFC Gloucester und 6:6 gegen Bristol United. 1958 verlor Swansea in Bukarest alle drei Spiele gegen lokale Klubs: 6:12 gegen Steaua, 5:9 gegen Dinamo Bukarest und 3:5 gegen Geotehnica.

### Die goldene Ära des rumänischen Rugbys
Eine Generation von in Frankreich gebildeten Trainern setzte die Grundlage für die späteren Erfolge in den 60er-, 70er- und 80er-Jahren. Rumänische Vereine nahmen an den alle zwei Jahre ausgetragenen FIRA-Cup teil. Grivița Roșie Bukarest unterlag 1962 im Finale AS Béziers 3:11 und gewann den Pokal zwei Jahre später mit 10:0 gegen Stade Montois. Dinamo Bukarest wurde 1966 zum FIRA-Cup-Meister gekrönt, nach einem 18:0 gegen SU Agen.
Die Nationalmannschaft bestritt Länderspiele gegen andere Ostblock-Teams (u. a. gegen die DDR), aber auch vermehrt gegen die Franzosen. 1957 sahen über 100.000 Zuschauer eine dramatische Begegnung zwischen Rumänien und Frankreich: Nach einer zwischenzeitlichen 15:6-Führung verloren die Eichen in den letzten Minuten doch mit 15:16. Der Rugby-Zuschauerrekord wurde erst im Jahr 2000 übertroffen. 1960 gelang der erste Sieg gegen Les Bleus, 11:5 in Bukarest, und in den Folgejahren wurden weitere gute Ergebnisse verbucht (1961: 6:6 in Bayonne, 1962: 3:0-Heimsieg, 1963: 6:6 in Toulouse und 1968: 15:14-Heimsieg). Bemerkenswerterweise war Frankreich 1960, 1961, 1962, 1967 und 1968 Gewinner des Five-Nations, 1968 sogar mit Grand-Slam.
Seit 1965 spielt Rumänien im Europacup für Nationalmannschaften (später FIRA-Europameisterschaft). In den nachfolgenden neunzehn Jahren wurde Rumänien fünfmal Europameister, elfmal Vize-Meister und dreimal Dritter. 1984/85 war die einzige Saison dieses Wettbewerbs, in dem die Eichen aus den Top 3 verdrängt wurden.
1976 reiste eine Auswahlmannschaft nach Neuseeland und weckte die Aufmerksamkeit der traditionell geschlossenen Anglo-Sächsischen Rugby-Welt. In zwei nicht als Länderspielen anerkannte Begegnungen überraschte Rumänien die Five-Nation-Großmächte Wales (12:13 in Cardiff, mit einem Last-Minute walisischen Dropgoal) und Irland (13:13 in Dublin).
Die Serie guter Ergebnisse der Nationalmannschaft setzte sich in den 80er- und Anfang der 90er-Jahre fort: 15:10 gegen Frankreich (1980), 6:14 gegen Neuseeland (1981 – der schottische Schiedsrichter hatte den Eichen zwei gültige Versuche aberkannt), 24:6 gegen Wales (1983), 28:22 gegen Schottland (1984), 15:9 in Cardiff gegen Wales (1988), 12:6 in Auch gegen Frankreich (1990) und 18:12 gegen Schottland (1991).
1987 wurde Rumänien eingeladen, bei der ersten IRB Rugby-Weltmeisterschaft teilzunehmen. Die Eichen gewannen 21:20 gegen Simbabwe und verloren gegen Frankreich und Schottland.

#### Amateur-Status des Rugbys
Im kommunistischen Rumänien wurden alle Sportarten auf Amateur-Basis organisiert. Laut Regeln durften die Spieler nicht bezahlt werden und mussten unbedingt einen Arbeitsplatz bei den zuständigen Unternehmen oder Behörden besitzen, nur Angestellte der Milița (Polizei) durften bei Dinamo aktiv sein, bei Steaua waren alle Sportler Soldaten und Offiziere, Rapid hatte nur Eisenbahner dabei und nur den Studenten war es erlaubt, bei Vereinen wie Sportul Studențesc oder Universitatea Cluj zu spielen.
Die Regeln wurden jedoch nur förmlich gehalten. Die Sportler waren tatsächlich regelkonform eingestellt, aber die meisten davon mussten nicht arbeiten, oder zumindest nicht Vollzeit. Die Spieler der universitätsgebundenen Clubs wurden ohne die obligatorische Prüfung zum Studium aufgenommen und waren von der strikten Anwesenheitspflicht ausgenommen. Die von Staat geförderten Vereine (besonders aus Bukarest) besaßen eine vergleichsweise gute bis exzellente Trainingsinfrastruktur, und ihre Spieler genossen viele Privilegien.
Dieser Status quo hat jedoch der Reputation des rumänischen Rugbys geschadet. Die Spieler wurden in anglo-sächsischen Medien oft als „Shamateurs“ bezeichnet, und das International Rugby Football Board hat Rumänien erst 1987 als Mitglied aufgenommen.
Amateur oder nicht, zu den Gipfelzeiten des rumänischen Rugbys waren mehr als 12.000 erwachsene Spieler in 110 Vereinen organisiert und Rugby Union war nach Fußball und Handball die populärste Mannschaftssportart. Die Liga-Spiele wurden von tausenden, oft zehntausenden Zuschauern verfolgt. Alle Sport-Veranstaltungen haben jedoch von den mangelnden Unterhaltungsalternativen der kommunistischen Zeiten profitiert; dazu kam die Tatsache, dass die Stadien echte Freiheitsoasen des zunehmend unterdrückenden Regimes waren.

### Nach der Wende
Nach dem Ende des kommunistischen Regimes ging es dem rumänischen Rugby immer schlechter. Alle Sportarten wurden von dem Übergang von totalitären Strukturen zu Demokratie und vor allem von der Transition von Planwirtschaft zu freier Marktwirtschaft beeinflusst. Viele Werks-Sportvereine waren nicht mehr in der Lage, die Infrastruktur zu pflegen und auszubauen, wenn sie nicht ohnehin einfach aufgelöst wurden.
Die 1972 getroffene Entscheidung des damaligen Verkehrsministers, Rugby als Pflichtfach in allen unter der Zuständigkeit des Verkehrsministeriums befindenden Berufsschulen einzuführen, wurde wegen der politischen Wende einfach rückgängig gemacht. Die Folgen sind noch heute zu spüren – Rugby hat viel an Popularität verloren, weil es von immer weniger Kindern und Jugendlichen gespielt wird.
Der aus den 80er-Jahren gewonnene Schwung erlaubte der Nationalmannschaft, trügerisch gute Ergebnisse zu erzielen. Rumänien schaffte es, an allen Rugby-Weltmeisterschaften teilzunehmen (ab 1991 als Qualifikant). Bei der Rugby-WM 1991 verhinderte eine unerwartete Gruppenphase-Niederlage gegen Kanada den sichergeglaubten Einzug ins Viertelfinale. 1995 konnten die Eichen dem späteren Weltmeister Südafrika Paroli bieten (8:21), auch wenn sie mit drei Niederlagen mit leeren Händen zurückkehrten. In jeder der nachfolgenden drei Editionen gibt es immerhin einen Gruppenphase-Sieg (1999 gegen die Vereinigten Staaten, 2003 gegen Namibia und 1999 gegen Portugal).
Diese guten einzelnen Ergebnisse und die souveräne Domination der ersten Editionen des ab 2000 ausgetragenen European Nations Cup waren jedoch eher ein Erfolg der staatlich unterstützten Strukturen und der guten Jugendarbeit aus kommunistischen Zeiten.
Die erste Partie des neugegründeten Heineken Cup fand 1995 in Constanța statt – der rumänische Meister Farul Constanța verlor deutlich (10:54) gegen den späteren Gewinner Stade Toulousain. Das war die einzige Teilnahme eines rumänischen Vereins an diesem Spitzenwettbewerb. Rumänische Vereine spielten 1996–2000 und 2002–2005 nur in den zweitrangigen European Conference (später als European Shield, heute als European Challenge Cup bekannt).
1995 wurde Rugby Union Professionell – und dieses Ereignis traf das rumänische Rugby hart. Die Schere zwischen den reichen, etablierten Rugbynationen und Rumänien, die Ende der 80er beinahe geschlossen wurde, ging seitdem immer weiter auseinander. Vielversprechende Jugendliche, etablierte Stars und auch erfolgreiche Trainer entschieden sich, in den stärkeren westlichen Ligen (vor allem in Frankreich) zu spielen oder zu trainieren. Kurzfristig tut das den Spielern und der Nationalmannschaft eigentlich gut, da das höhere Niveau den Spieler erlaubt, sich weiterzuentwickeln. Jedoch werden die Basis-Strukturen vernachlässigt, mit gravierenden Folgen.
Die von Staat in Stich gelassenen Eichen, einst heiße Kandidaten für eine Fünfnationen-Aufnahme, konnten nur machtlos zusehen, wie die Italiener, die nur ein einziges Mal FIRA-Europameister wurden (aber eben in der letzten und entscheidenden Saison, 1995–1997), sich an ihnen vorbeischoben und ab 2000 in Six Nations spielten. Und auch die anfängliche Dominanz in European Nations Cup verschwand langsam: Die von ihrem Staat und dem IRB unterstützten Georgier waren nun die stärkste europäische Nationalmannschaft außerhalb der Six Nations. Peinliche Niederlagen häuften sich. Eine von den in Frankreich spielenden Stars boykottierte Nationalmannschaft kassierte 2000 eine 0:134-Rekordklatsche gegen England auf Twickenham. In ENC erzielten die Eichen historische Erstniederlagen gegen Portugal, Russland oder Spanien – Ergebnisse, die einige Jahre zuvor kaum denkbar waren.

### Heutige Entwicklung
Die Spieleranzahl ist seit der Wende drastisch gesunken. 2011 wurden vom Verband 9.852 Spieler gemeldet, wobei davon nur etwa 1.000 Erwachsene sind.
Die interne Vereinsmeisterschaft ist auf drei Ebenen organisiert: die professionelle Superliga, die eingleisige Divizia Națională und darunter die zweigleisige Divizia A.
Seit 2005 werden die rumänischen Clubs beim European Challenge Cup durch eine aus Superliga-Spielern bestehende Auswahlmannschaft vertreten. Das ursprünglich Bucharest Oaks (dt. Bukarester Eichen) genannte Team wurde 2011 in Bucharest Wolves (rumänisch Lupii București) umbenannt, um die Verwirrung mit der Nationalmannschaft zu vermeiden, und ist manchmal als Bucharest Rugby in den anglo-sächsischen Medien referenziert.
2023 besteht der Rumänische Rugbyverband aus 132 Vereinen.